# ISO 14001
La norma UNE-EN ISO 14001 forma part d'un conjunt més ampli de normes, les normes ISO 14000, totes elles relatives a la gestió ambiental. És una norma internacional que estableix com implantar un sistema de gestió ambiental eficaç. La norma està dissenyada per aconseguir l'equilibri entre rendibilitat econòmica i un mínim impacte ambiental, buscant el compromís de tota l'organització per aconseguir els dos objectius.
La norma ISO 14001 és voluntària i està enfocada a totes les organitzacions, públiques o privades, de qualsevol grandària o sector, que volen establir, documentar, implantar, mantenir i millorar contínuament un sistema de gestió ambiental. També es pot integrar amb altres funcions de gestió i ajuda a les empreses en el compliment dels seus objectius mediambientals i econòmics.
Així mateix, aquesta norma exigeix a l'entitat la creació d'un pla de gestió ambiental que inclogui: objectius i fites ambientals, polítiques i procediments concrets per aconseguir aquestes metes, definició de responsabilitats, activitats de capacitació del personal, un sistema de documentació molt complet i un sistema per a controlar qualsevol canvi i avenç realitzat, i el compliment de les lleis ambientals nacionals.

## Principis bàsics i metodologia

Cicle Planificar-Fer-Verificar-Actuar (de l'anglès PDCA)

Aquests es basen en el cicle Planificar-Fer-Verificar-Actua.

### Planificar: establir els objectius i processos necessaris
Abans de la implementació de la norma ISO 14001, es recomana una revisió inicial o una anàlisi inicial dels processos i productes de l'organització, per ajudar en la identificació de tots els elements de l'actual operació i, si és possible, les operacions futures, que poden interactuar amb el medi ambient, denominats "aspectes ambientals "(Martin 1998). Els aspectes ambientals poden incloure tan directes, com els utilitzats durant la fabricació, i indirectes, com ara matèries primeres (Martin 1998).
Aquesta opinió ajuda a l'organització a establir els seus objectius i metes mediambientals, que idealment han de ser mesurables; ajuda amb el desenvolupament dels procediments i processos de control i de gestió; i serveix per ressaltar qualsevol requisit legal corresponent, que pot ser incorporat en la política (Standards Austràlia / Nova Zelanda Normes 2004).

### Fer: implementar els processos
Durant aquesta etapa, l'organització identifica els recursos necessaris i es treballa amb els membres de l'organització responsable de la implementació i el control del SGM (Sistema de Gestió Ambiental) (Martin 1998). A més a més, són necessaris certs procediments per fomentar un millor control de gestió sobre elements com el control de la documentació, preparació i resposta davant emergències; l'educació dels empleats per garantir que es puguin implementar de manera competent els processos necessaris i registrar els resultats (Standards Austràlia / Normes de Nova Zelanda 2004). La comunicació i la participació entre tots els nivells de l'organització, en especial l'alta direcció, és una part vital de la fase d'implementació, ja que l'eficàcia de l'SGA depèn de la participació activa de tots els empleats.

### Verificar: mesurar i monitorar els processos i comunicar els resultats
Durant l'etapa de «control», es controla i es mesura periòdicament el rendiment per assegurar que es compleixen els objectius i metes ambientals de l'organització (Martin, 1998). A més, es duen a terme auditories internes a intervals planificats per determinar si el SGA compleix amb les expectatives de l'usuari i si els processos i procediments estan sent mantinguts i monitorats adequadament (Standards Austràlia / Nova Zelanda Normes 2004).

### Actuar: prendre accions per millorar el rendiment dels SGA basat en els resultats
Després de la fase de control, es porta a terme un examen de la gestió per assegurar que s'estan complint els objectius de l'SGA, el grau en què s'estan complint, i que les comunicacions estan sent manejades adequadament; i per avaluar les circumstàncies canviants, com els requisits legals, per tal de fer recomanacions per a la millora del sistema (Standards Austràlia / Nova Zelanda Normes 2004). Aquestes recomanacions s'incorporen a través de la millora contínua: els plans es renoven o es fan de nous, i el SGA avança.

## Procés de Millora Contínua
L'ISO 14001 anima a una empresa a millorar contínuament el seu acompliment ambiental, reduint els actuals i possibles impactes ambientals negatius de tres maneres:
- Expansió: Cada vegada són més les àrees de negoci cobertes pel SGA implementat.

- Enriquiment: Cada vegada són més les activitats, els productes, processos, emissions, recursos, etc. Gestionats pel SGA implementat.

- Actualització: Una millora del marc estructural i organitzativa del SGA, així com una acumulació de coneixements tècnics per fer front a qüestions de negoci del medi ambient.

Gràcies al concepte de Procés de Millora Contínua, s'espera que l'organització s'allunyi gradualment de les mesures mediambientals merament operacionals cap a un enfocament estratègic sobre com afrontar els reptes ambientals.

## La certificació ISO 14001
La norma ISO 14001 especifica els requisits per a l'establiment d'un sistema de gestió ambiental però, no controla l'avaluació de la conformitat, tenint una política neutral sobre la mateixa; una opció no és millor que l'anterior, cada opció serveix per a diferents necessitats del mercat. L'organització que l'adopti decideix quina opció és millor en conjunt a les seves necessitats del mercat. Per demostrar que el sistema de gestió ambiental està operant de manera efectiva de conformitat amb la norma, l'organització cal que sigui auditada per a entitats acreditades, obtenint així la certificació.
Per assolir la certificació, l'organització ha de:
- Establir, implantar, mantenir i millorar contínuament un sistema de gestió ambiental d'acord amb els requisits de la norma ISO 14001 i determinar com els complirà.

- Planificar, implantar i posar en funcionament una política ambiental que ha de ser recolzada i aprovada al màxim nivell directiu, i s'ha de donar a conèixer tant al personal de la mateixa organització com a totes les parts interessades. La política ambiental ha d'incloure un compromís de millora continua i de prevenció de la contaminació, així com un compromís de compliment amb la legislació i la reglamentació ambiental aplicable.

- Establir mecanismes de seguiment i mesura de les operacions i activitats que puguin tenir un impacte significatiu al medi.

- Revisió per part de la direcció de l'organització del sistema de gestió ambiental a intervals definits i que siguin suficients per assegurar la seva adequació i eficàcia.

- Si l'organització desitja registrar el seu sistema de gestió ambiental, ha de contractar una entitat de certificació degudament acreditada (davant els diferents organismes nacionals d'acreditació) perquè certifiqui que el sistema de gestió ambiental, basat en la norma ISO 14001 compleix amb tots els requisits d'aquesta norma, obtenint així la certificació.

Per obtenir el certificat, l'organització ha d'utilitzar una de les quatre opcions reconegudes:
1. Realitzar una autodeterminació i autodeclaració: Tot i que és una opció reconeguda, no és una referència acceptable sota els termes i definicions ISO, ja que pot donar lloc a confusió en el mercat.[9] L'usuari és responsable de fer la seva pròpia determinació.
2. Sol·licitar la confirmació de la seva conformitat per parts interessades en l'organització, tals com a clients: es refereix sovint com un client o segon partit d'auditoria, que és un terme acceptable per al mercat.
3. Sol·licitar la confirmació de la seva autodeclaració d'una institució externa a l'organització: és un procés independent de tercers per una organització que es basa en una activitat de compromís i lliurat per professionals especialment entrenats. Aquesta opció es basa en un procediment comptable anomenat EnviroReady, que va ser creada per ajudar les empreses petites i mitjanes. El seu desenvolupament es va basar originalment en el Manual Canadenc de Comptadors; ara es basa en una norma internacional de comptabilitat.
4. Buscar la certificació o registre de la seva SGA per part d'una organització externa: és un altre procés per terceres parts independents, que ha estat àmpliament implementat per tot tipus d'organitzacions.

## Beneficis d'ISO 14001
Les organitzacions poden obtenir una sèrie de beneficis econòmics incloent una major conformitat amb els requisits legals i reglamentaris (Sheldon 1997) mitjançant l'adopció de la norma ISO, reduint el risc de multes per responsabilitat reguladora i ambiental i millorant l'eficiència de l'organització (Delmas 2009). Els beneficis poden incloure una reducció de residus, el consum de recursos i els costos d'explotació. D'altra banda, com un estàndard reconegut internacionalment, les empreses que operen en múltiples llocs de tot el món poden aprofitar la seva conformitat amb la norma ISO 14001, el que elimina la necessitat de múltiples registres o certificacions (Hutchens 2010).
Un sistema de gestió ambiental segons ISO 14001 té diferents avantatges per l'empresa u organització que la implanta:
- Ambientals: principalment, l'optimització de la gestió de recursos, la reducció de residus, la minimització de l'impacte ambiental derivat de la seva activitat i altres riscs associats.

- Econòmiques: la implantació d'ISO 14001 permet la reducció de costos en la gestió de recursos i residus, redueix el risc de sancions econòmiques i facilita l'accés a subvencions o altres línies de finançament. Potencia la innovació fent que l'organització sigui més competitiva i augmenta la seva reputació.

## Similituds i diferències entre ISO i EMAS
Al 2010, l'últim reglament EMAS va entrar en vigor; ara és aplicable a arreu del món, i inclou els indicadors d'actuació claus i un rang de millora més ampli. Els requeriments del sistema de gestió mediambiental de l'ISO 14001 i de la EMAS són molt similars, encara que l'EMAS conté alguns requeriments addicionals tals com:
- Té uns requeriments més estrictes en la mesura i avaluació de l'impacte mediambiental tenint en compte els objectius. Els verificadors mediambientals estan supervisats pel govern.
- Inclou un fort compromís dels empleats. L'organització de l'EMAS informa que els treballadors compromesos són un prerequisit per una contínua i reeixida millora mediambiental.
- Utilitza els indicadors mediambientals centrals per crear una comparació anual entre les organitzacions.
- Obliga la divulgació pública de la informació mediambiental a través d'una autoritat pública registrada.

## L'ISO 14001 en cadenes de subministrament
Existeixen diversos motius pels quals la norma ISO 14001 hauria de ser potencialment atractiva pels mànagers de les cadenes de subministrament:
- L'ús de la norma voluntària per guiar el desenvolupament de sistemes integrats.

- El potencial de prevenció de la contaminació que condueix a la reducció de costos de producció i més beneficis.

- La seva alineació amb la creixent importància de la responsabilitat social de les empreses.

- La possibilitat que un sistema ISO registrat pot proporcionar a les empreses un recurs ambiental, capacitats i beneficis únics que porten a l'avantatge competitiu.

Noves àrees de recerca emergents estan començant a abordar l'ús d'aquest estàndard per mostrar que el registre ISO 14001 es pot aprofitar en tota la cadena de subministrament per aconseguir avantatges competitius. En estudiar les empreses registrades a la norma ISO 14001 es pot obtenir informació, mitjançant un estudi comparat, sobre les diferents quantitats d'integració i la sostenibilitat en la cadena de subministrament.
Diverses propostes de recerca i un marc empíric postulen els impactes de la norma ISO 14001 en el disseny de la cadena de subministrament:
- La certificació ISO condueix a la gestió ambiental més proactiva incloent el procés i el mesurament dels resultats relacionats amb la sostenibilitat a través d'una cadena de subministrament.
- Les plantes registrades en ISO amb sistemes formals de gestió del medi ambient tindran nivells més alts de comunicació requerida entre els fabricants d'equips (OEMs) i proveïdors de Nivell I.
- Plantes registrades en ISO relacionades directament amb altres plantes registrades en la seva cadena de subministrament tindran nivells més alts de reducció de residus i d'eficiència de costos que les plantes no registrades.
- Plantes registrades en ISO relacionades directament amb altres plantes registrades en la seva cadena de subministrament tindran pràctiques sostenibles i projectes amb un millor retorn de la inversió (ROI) que les empreses no registrades.
- Plantes registrades en ISO relacionades directament amb altres plantes registrades tindran un major nivell d'administració en les relacions amb el consumidor i estaran positivament associats amb majors oportunitats d'expansió i imatge que les no registrades.
- Plantes registrades en ISO relacionades directament amb altres plantes registrades tindran menys problemes amb la salut dels empleats i menor nombre d'incidents de seguretat que les no registrades.
- Plantes registrades en ISO relacionades directament amb altres plantes registrades tindran unes relacions sòlides entre comunicació formal, entrenament, sistemes de monitoratge/control i l'actuació de l'agència.
- Plantes registrades en ISO relacionades directament amb altres plantes registrades tindran major nivell d'involucració i comunicació, que estarà positivament relacionat amb major integració interna i externa amb els integrants de les cadenes de subministrament.